# 佀志广
佀志广（1941年—），男性，汉族，中共党员，河南清丰人，中华人民共和国政治人物。
早年在安徽望江县青草湖农场劳动，后担任河南省人大常委会委员，1990年出任中共广东省纪委副书记，1992年转任中共韶关市委书记，1996年以后出任广东省人大常委会副主任等职。